# Рабрі
Рабрі (IAST: Rabaḍī) — одна з базових страв індійської кухні. Для приготування рабрі молоко кип'ятять на повільному вогні з місцевим цукром джаггері, традиційно — у великій відкритому посудині (кадхай), доти, доки воно не загусне. Коли шар вершків починає формуватися на поверхні молока, його знімають і перекладають в інший посуд. Процес триває доти, доки молоко не закінчиться.
Рабрі — індійський аналог українського згущеного молока і латиноамериканського дульсе-де-лече. Воно може використовуватися як самостійний десерт, і в цьому випадку його змішують з горіхами і прянощами. Однак, крім цього рабрі служить інгредієнтом або соусом для величезної кількості інших традиційних індійських десертів. Так, з рабрі як соус нерідко подають гулаб джамун і пончики джалебі.
Рабрі — одна з найстаріших індійських страв. Вперше вона згадується в письмових джерелах, висхідних до початку XV століття, але ймовірно існувало і за багато років до того.

## Басунді
Назва рабрі походить з північної частини Індії. На Півдні Індії, зокрема, на території проживання тамілів і телугу, аналогічний продукт носить назву басунді (гудж. બાસુંદી, каннада ಬಾಸುಂಡಿ, маратхі बासुंदी, там. பாசந்தி, тел. బాసుంది). До басунді в процесі приготування додають шафран і кардамон, що, в поєднанні з тростинним цукром джаггері, надає йому карамельний відтінок. Басунді нерідко подають як окрему страву, посипавши його фісташками і мигдалем. До басунді часто подаються коржі пурі.

## Галерея

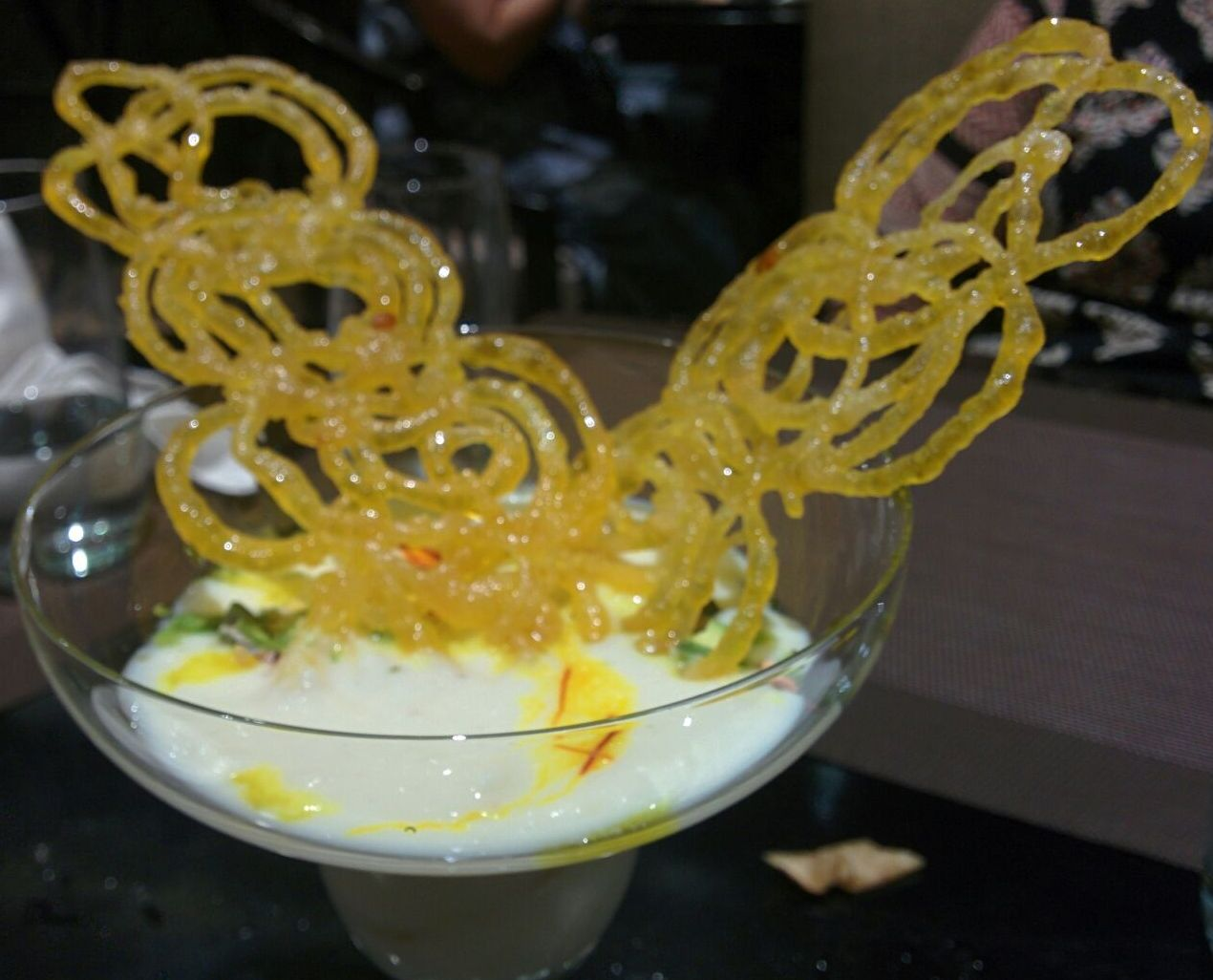
Пончики джалебі з рабрі
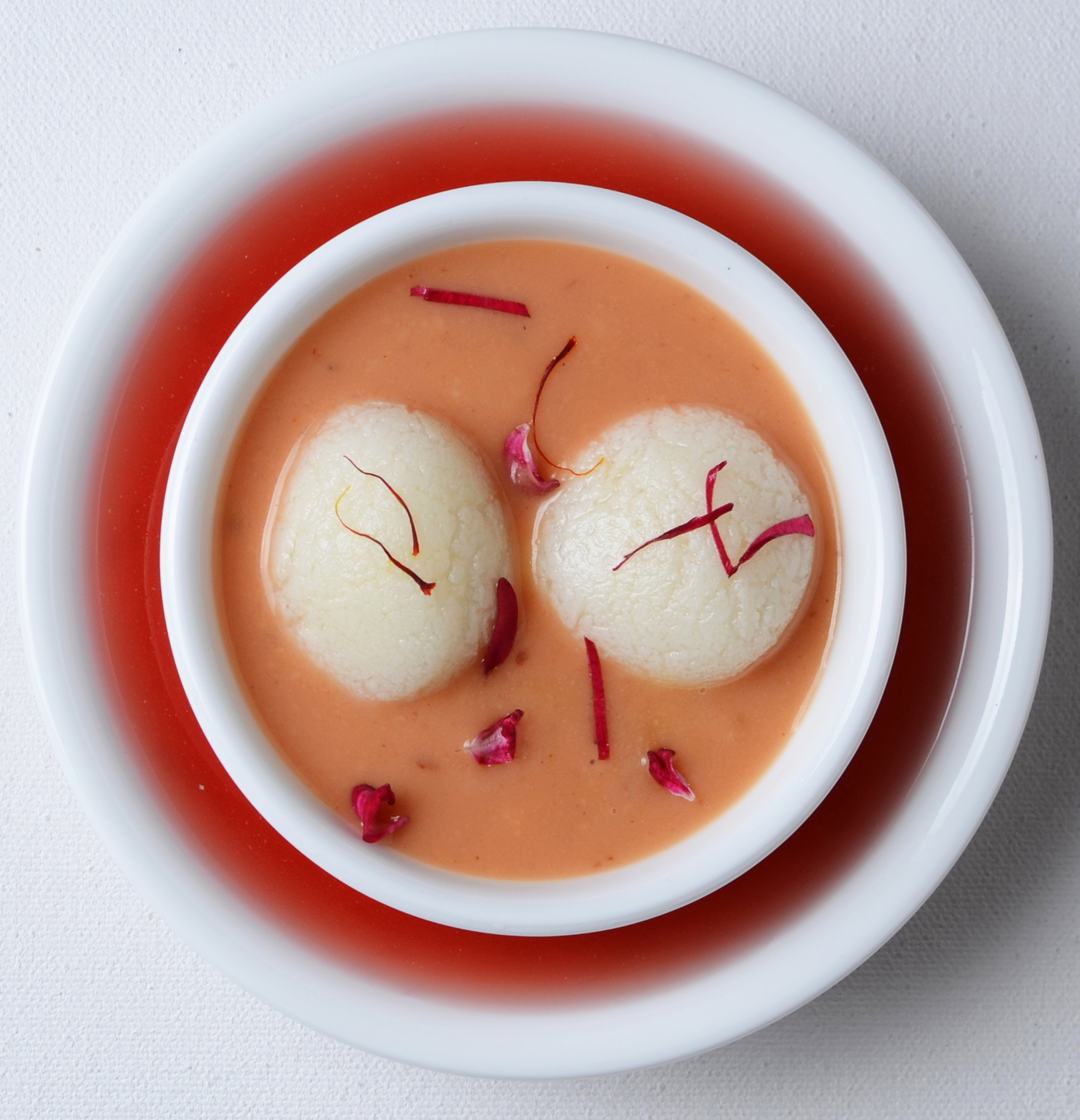
Один з індійських десертів з рабрі
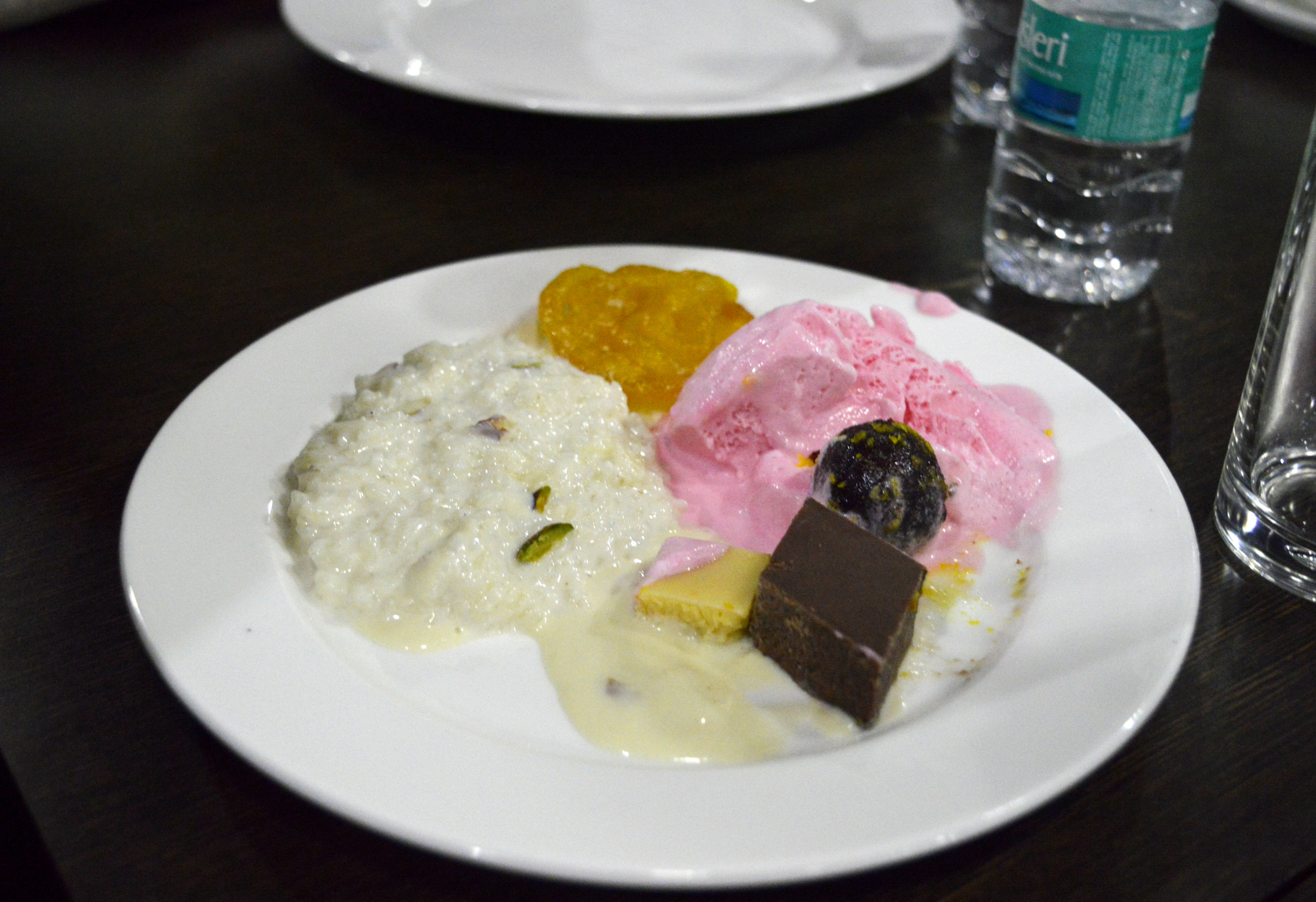
Рабрі (ліворуч) поруч з іншими десертами
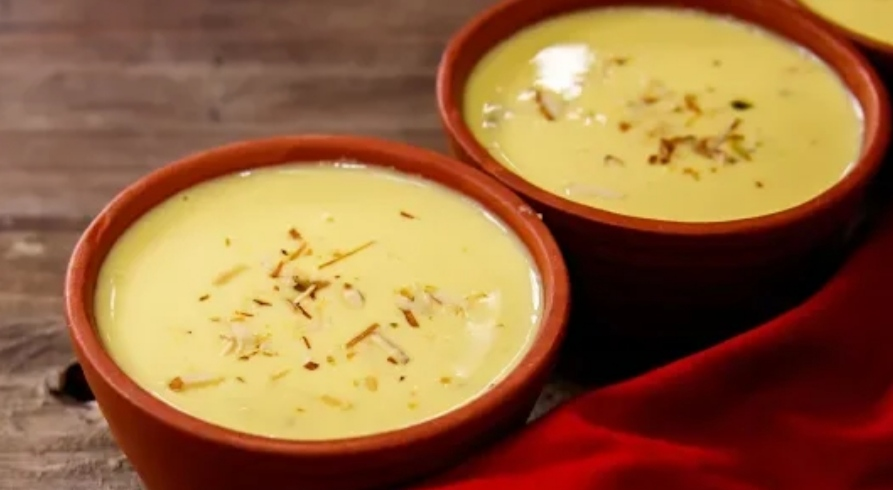
Басунді